# روابط خارجی جمهوری دموکراتیک عربی صحرا

روابط کنونی جمهوری دموکراتیک عربی صحرا:
جمهوری دموکراتیک عربی صحرا
روابط دیپلماتیک و به رسمیت شناختن
صرفاً به رسمیت شناختن

روابط خارجی جمهوری دموکراتیک عربی صحرا را جبهه پولیساریو، که شبکه ای از سفارتخانه‌ها و دفاتر نمایندگی در کشورهای خارجی دارد انجام می‌دهد.
جمهوری دموکراتیک عربی صحرا دولت در تبعیدی است که مدعی حاکمیت بر مستعمره سابق صحرای غربی اسپانیا است.
جبهه پولیساریو، یک جنبش آزادیبخش ملی است که این جمهوری را اداره می‌کند و در حال حاضر ناحیه ای که به آن قلمروهای آزاد شده می‌خواند و نواری از اراضی صحرای غربی در شرق دیوار مراکش است را در کنترل دارد. این جبهه همچنین اردوگاه‌های پناهندگان صحراوی در تندوف، الجزایر، که مقر آن در آنجاست را اداره می‌کند. این جبهه از زمان آغاز خود در سال ۱۹۷۳ با دولت‌ها و سازمان‌های بین‌المللی روابط دیپلماتیک برقرار کرده‌است. در سال ۱۹۶۶، قطعنامه ۲۲/۲۹ مجمع عمومی سازمان ملل برای نخستین بار حق صحراوی‌ها برای تعیین سرنوشت را به رسمیت شناخت. در سال ۱۹۷۹ قطعنامه ۳۴/۳۷ مجمع عمومی سازمان ملل مجدداً حق تعیین سرنوشت را برای مردم صحرای غربی و استقلال به رسمیت شناخت و همچنین جبهه پولیساریو را به عنوان نماینده مردم صحرای غربی به رسمیت شناخت.
در سال ۲۰۱۷، ۸۴ کشور عضو سازمان ملل جمهوری عربی صحرا را به رسمیت شناخته‌اند. از این تعداد ۳۹ کشور به دلایل گوناگون به رسمیت شناختن خود را متوقف کرده یا پس گرفته‌اند.
این جمهوری از سال ۱۹۸۴ عضو کامل اتحادیه آفریقا (AU), سابقاً سازمان وحدت آفریقا (OAU), بوده‌است. مغرب در اعتراض از سازمان وحدت آفریقا خارج شده و تنها کشور آفریقایی است که در اتحادیه آفریقا عضو نیست. جمهوری صحرا همچنین میهمان جلسات جنبش غیرمتعهدها بوده‌است.
علاوه بر الجزایر، مکزیک، ایران، ونزوئلا، ویتنام، نیجریه، و آفریقای جنوبی، هند قدرت‌های بزرگی بوده‌اند که این جمهوری را به رسمیت شناخته و با آن روابط دیپلماتیک حفظ کرده‌اند. به هر روی هند به رسمیت شناختن خود را در ۲۰۰۰ پس گرفت.